# Hemicloeina julatten
Hemicloeina julatten är en spindelart som beskrevs av Norman I. Platnick 2002. Hemicloeina julatten ingår i släktet Hemicloeina och familjen Trochanteriidae.
Artens utbredningsområde är Queensland. Inga underarter finns listade i Catalogue of Life.